# مارجوت هونيكر
مارجريت هونيكر (بالألمانية: Margot Honecker) (ولدت عام 1927- 6 مايو 2016) وفي الفترة من 1963-1989 شغلت منصب وزير التعليم بالجمهورية الديمقراطية الألمانية. وكانت زوجة اريش هونيكر رئيس مجلس الدولة لجمهورية ألمانيا والأمين العام للجنة المركزية بحزب الوحدة الاشتراكي الألماني.

## حياتها

### فترة الشباب
مارجوت هونيكر هي ابنة لأب إسكافي وعامل في مصنع. وبعد أن أنهت دراستها الإبتدائية في الفترة من 1838-1945 واصلت دراستها مع أخواتها الصغار في ألمانيا في أقسام اتحاد إدارة الأعمال. وقبل أن تبدأ مشوارها السياسي نجحت في ان تكون ناجحة في حياتها العملية. وفي عام 1945 إنضمت إلى الحزب الشيوعي الألماني في ألمانيا الشرقية، وبالإتحاد مع الاحزاب اليسارية أصبحت عضوة في حزب الوحدة الاشتراكي
وقد أسس أخي مانفريد الثاني عقب الحرب العالمية الثانية لجنة العلاقات الخارجية في اللجنة المركزية بالحزب الحاكم في جمهورية ألمانيا التي تأسست في شرق ألمانيا. وقد بدأت العمل كسكرتير في المنظمة في ولاية سكسونيا، وتولت بعد ذلك رئاسة امانة الحزب لإزالة التثبيت في عام 1946 . وفي عام 1947 إنضمت مجالات التعليم والثقافة في المنظمة بمنطقة الحزب إلى امانة التنظيمات.

### نائبة في عمرالثانيةوالعشرين
وفي عام 1950 اختيرت لمجلس الشعب الجمهوري في جمهورية ألمانيا الديمقراطية وتعد مارجوت هونيكر هي أصغر عضوة يتم انتخابها في المجلس. وفي عام 1953 تزوجت باريك هونيكر وهو وزير الدولة بجمهورية ألمانيا الديمقراطية. وأنجبت طفلتين تؤام في 1 ديسمبر 1952 . وفي هذه الفترة أردات الانفصال عن زوجها الأول للارتباط بالتر أولبركت هونيكر الأمين العام للحزب الشيوعي وبناء على هذا تزوجت مرة ثانية بهونيكر.

### وزارة التربية والتعليم
وفي عام 1963 أصبحت مارجوت هونيكر وزيرة التربية والتعليم بجمهورية ألمانيا الديمقراطية. وفي عام 1964 سنت نظام التعليم الاشتراكي من أجل ضمان إدراج المعايير الصحيحة أثناء الدراسة. وفي عام 1978 قد طبقت العديد من القوانين طبقاً للكنيسة والعائلة من أجل الحصول على تدريبات عسكرية للصفوف التاسعة والعاشرة.

### ما بعد عام 1989
وبعد التعديل الوزاري الذي تم إجراءه في عام 1989 والذي تم من خلاله ضم ألمانيا الشرقية وألمانيا الغربية في عملية ترك المهمة إلى هيلغا رينت الذي أُقيل جنباً إلى جنب مع إريك هونيكر الذي إنفصل عن زوجته في عام 1991، ومن بعدها هرب إلى موسكو. وبعدها فر من روسيا إلى تشيلي ودفع نفقات الترحيل
وقد استقرت بناته سونيا يانيز بيتنانكور وزوجته الشيلية وأحفاده بالقرب من روبرتو وبعدها فترة تم إلقاء القبض على إيرك هونيكر وظل مُعتقلاً لفترة محددة في سجنموابيت ولكن بعدها بفترة أنضم إلى عائلته، وفي 29 مايو 1994 فارق الحياة عن عمر يناهز 81 عاماً وذلك بعد إصابته بمرض سرطان الكبد.
ومن بعدها أجبر أهله على ترك المنزل ومصادرته من قبل الدولة وقاموا بطلب إسقاط الدعوة ضد ألمانيا من أجل الحصول على المنزل مرة أخرى.

### أيام تشيلي
وفي عام 2000 فقد قام لويس كورفالان الذي كان يشغل منصب السكرتير العام السابق للحزب الشيوعي التشيلي بطبع كتاب يتحدث فيه عن مارجوت هونيكر وتاريخ ألمانيا الشرقية، وقد قدمت الدعم للعديد من حملات محو الأُمية التي إقيمت في كل أمريكا اللاتينية خاصة أثناء إقامتها في تشيلي
وفي 19 يوليو 2008 فقد منح رئيس دولة نياكراغوا دالنيا اورتيغا مارجوت هونيكر جائزة على شرف الذكرى التاسعة والعشرون على الثورة الساندينية في نيكاراغوا. وقد حضر هذه الذكرى كل من رئيس باراجواى فرنانوا لوغو، والرئيس الفنزويلي هوغو شافيز، وذلك في حفل توزيع الجوائز لكل من قدم دور في هذه المرحلة ولشكره وتقديره عليها. وبسبب الاحتفال بالذكرى الستون لتأسيس جمهورية ألمانيا الديمقراطية جاء وكيل الحزب الشيوعي التشيلي من أجل زيارته.

## الآثار التي تناولت حياتها
- لويس كورفالان:معهد ماساتشوستس للتكنولوجيا أوبر داس اندري دويتشلاند مارجوت هونيكر.
- اوبرستوزنج أسترالي ماركا سابنشين: سابين شيل، برلين، داس نويه برلين، 2001،219 اس، اسبن 3-360-00950-9
- اد ستوهلير، مارجوت هونيكر، السيرة الذاتية الينا.
- وين: اوسبريتور،2003:223 اس، سبن 3-8000-3871-4
- بورن كالبيرنر: مارجوت هونيكر جاجن اوستوزكي شولر
- اورتيل اوهني بروزيس برلين، ديتز فيرلاج 1990،117 اس، اسبن 3-320-01682-2

## الروابط الخارجية
- مارجوت هونيكر على موقع IMDb (الإنجليزية)
- مارجوت هونيكر على موقع مونزينجر (الألمانية)
- Özgeçmişi